# 仙台市立西多賀小学校
仙台市立西多賀小学校（せんだいしりつ にしたがしょうがっこう）は、宮城県仙台市太白区西多賀二丁目にある公立小学校である。

## 概要
学校は国道286号西多賀バイパス沿いにある。比較的早い時期に開発された地区である。学校の周囲は286号沿いにそってロードショップが建ち並んでいる。

## 所在地
- 仙台市太白区西多賀二丁目3-1

## 沿革
出典
- 1873年（明治6年）7月1日 - 富沢小学校として開校。
- 1877年（明治10年） - 富田小学校に改称。
- 1872年（明治15年） - 富沢小学校に改称。
- 1876年（明治19年） - 富沢尋常小学校に改称。
- 1879年（明治22年） - 西多賀尋常小学校に改称。
- 1891年（明治34年） - 西多賀尋常高等小学校に改称。
- 1901年（明治44年） - 西多賀尋常小学校に改称。
- 1920年（大正9年） - 西多賀尋常高等小学校に改称。
- 1932年（昭和7年） - 合併により仙台市立西多賀尋常高等小学校に改称。
- 1941年（昭和16年） - 国民学校令により、仙台市立西多賀国民学校に改称。
- 1947年（昭和22年）4月1日 - 学制改革により、仙台市立西多賀小学校に改称。
- 1970年（昭和45年）4月1日 - 上野山小学校が分離開校。本校から児童365名転籍。
- 1972年（昭和47年） - 北校舎落成開校。創立百周年記念式典挙行。
- 1974年（昭和49年）4月1日 - 大野田小学校、金剛沢小学校が分離開校。本校から、大野田小学校へ174名の、金剛沢小学校へ479名の、それぞれ児童が転籍。
- 1975年（昭和50年） - 鋼製プール落成。
- 1985年（昭和60年） - 体育館・西校舎落成。校庭遊具設置。
- 1990年（平成2年）4月1日 - 長町南小学校が分離開校。本校から児童205名転籍。
- 1997年（平成9年） - パソコン22台設置。
- 2002年（平成14年） - 学校週5日制と2学期制導入。
- 2003年（平成15年） - 校内LAN整備。
- 2004年（平成16年） - 開校130周年を祝う会開催。
- 2010年（平成22年）4月8日 - 富沢小学校が分離開校。
- 2011年（平成23年）
  - 3月11日 - 14時46分頃に東日本大震災が発生。西校舎が壊れ、使えなくなる。
  - 4月 - 仙台市で一番に授業を再開し、5・6年生が体育館で授業をする。
  - 6月 - 仙台市体育館にて、大運動会開催。
  - 8月 - 夏休みの明けから5・6年生が富沢小学校を間借りして授業をする。
  - 11月5日 - 仮設校舎完成。
- 2012年（平成24年）
  - 3月12日 - 第2仮設校舎（プレハブ校舎）が完成し、利用開始。
  - 4月 - 5・6年が戻って授業をする。
  - 5月10日 - 被災校舎修復完了。
  - 6月5日 - 自校給食再開。
- 2013年（平成25年）
  - 5月24日 - 校庭にて、西多賀小学校大運動会開催。
  - 9月 - 西校舎修繕完了。プレハブ校舎撤去完了。
  - 10月5日 - 開校140周年と震災復活のWイベント開催。
- 2014年（平成26年）9月27日 - 学校・PTA・地域合同の避難訓練実施。
- 2016年（平成28年）
  - 1月 - 西校舎の屋上にソーラーパネルが完成。
  - 9月25日 - 学校・地域合同の避難訓練実施。
- 2017年（平成29年）4月11日 - 西多賀児童館児童クラブサテライト室開設。
- 2018年（平成30年）3月31日 - 西多賀児童館児童クラブサテライト室閉鎖。
- 2019年（平成31年）1月19日 - 避難所対応体育館トイレ工事完了。
- 2020年（令和2年）7月1日 - エアコン工事完了。
- 2021年（令和3年）1月4日 - 学校運営協議会設置。
- 2022年（令和4年）6月24日 - 開校150周年記念式典挙行。

## 学区
- 鈎取字新田町、富沢の一部、富沢1丁目、2丁目、3丁目、4丁目の半分、富田の大部分、西多賀1丁目、2丁目、3丁目の一部、4丁目の一部、5丁目の一部、山田字新田

## 卒業後
- 富沢中学校、西多賀中学校などへ進学する。

## 著名な出身者
- 佐藤あり紗（女子バレーボール選手、日立リヴァーレ）